# Ново-Салаватська ТЕЦ
Ново-Салаватська ТЕЦ — теплова електростанція у Башкортостані.
Станцію обладнали десятьма паровими котлами типу Е-420/140ГМ продуктивністю по 420 тонн пари на годину, які стали до ладу в 1966 (два), 1967, 1968, 1970, 1971, 1974, 1976, 1981 та 1983 роках. Вони живили сім турбін:
- одну введену в 1966-му виробництва Уральського турбінного заводу типу ПТ-50-130/7 потужністю 50 МВт (станційний номер 1);
- одну запущену в 1966-му виробництва Уральського турбінного заводу типу Т-50-130/7 потужністю 50 МВт (номер 2);
- дві введені в 1967 та 1968 роках турбіни Ленінградського металічного заводу типу Р-50-130/13 потужністю по 50 МВт (номери 3 та 4);
- одну запущену в 1971-му виробництва Уральського турбінного заводу типу Р-100-130/15 потужністю 100 МВт (номер 5);
- дві введені в 1975 та 1981 роках турбіни Уральського турбінного заводу типу ПТ-135/165-130/15 потужністю по 135 МВт (номери 6 та 7).

Таким чином, загальна потужність ТЕЦ досягнула 570 МВт. Надалі турбіни № 3 та № 4 були переноміновані як Р-40-130/13 потужністю по 40 МВт, а турбіна № 5 як Р-80-130/15, що зменшило загальну потужність станції до 530 МВт.
Для збільшення теплової потужності в 1985-му ввели в дію водогрійний котел типу КВГМ-100 продуктивністю 100 Гкал/год.
З 1998-го турбіна № 5 потрапила у довгострокову консервацію.
В 2016-му на майданчику ТЕЦ став до ладу парогазовий блок комбінованого циклу потужністю 432 МВт, в якому одна газова турбіна живить через котел-утилізатор одну парову турбіну. Окрім електроенергії блок може видавати 230 Гкал/год теплової енергії.
В першій половині 2020-х планується:
- запустити нову турбіну № 1 виробництва Уральського турбінного заводу типу Р-50-12,8/0,8 потужністю 50 МВт;
- ввести в дію нову парову турбіну № 5 від все того ж Уральського турбінного заводу типу Р-105-12.8/1.5 потужністю 105 МВт, яка замінить турбіни № 2 та № 3.

Станом на 2020 рік проект модернізації перебував у активній стадії, зокрема, компанія «Елсіб» постачила нові ротори та статори для генераторів № 1 та № 5.
ТЕЦ використовує природний газ, який може подаватись в район Салавату по газопроводах Шкапово — Ішимбай та Кумертау – Ішимбай.
Видача продукції відбувається по ЛЕП, що працюють під напругою 220 кВ та 110 кВ.